# Altmarkt Hamborn

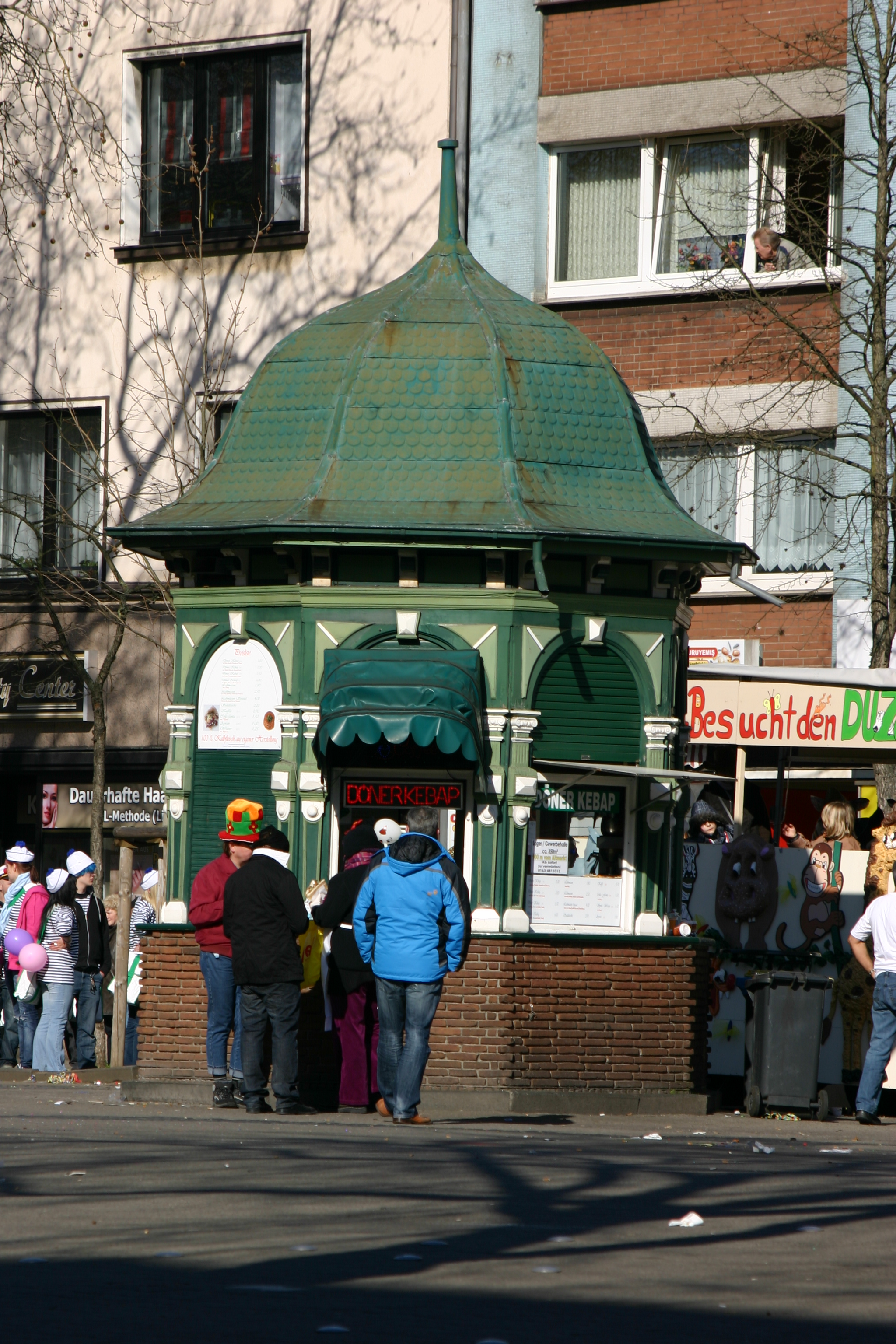
Holzpavillon Hamborner Altmarkt, Kinderkarneval, 2011

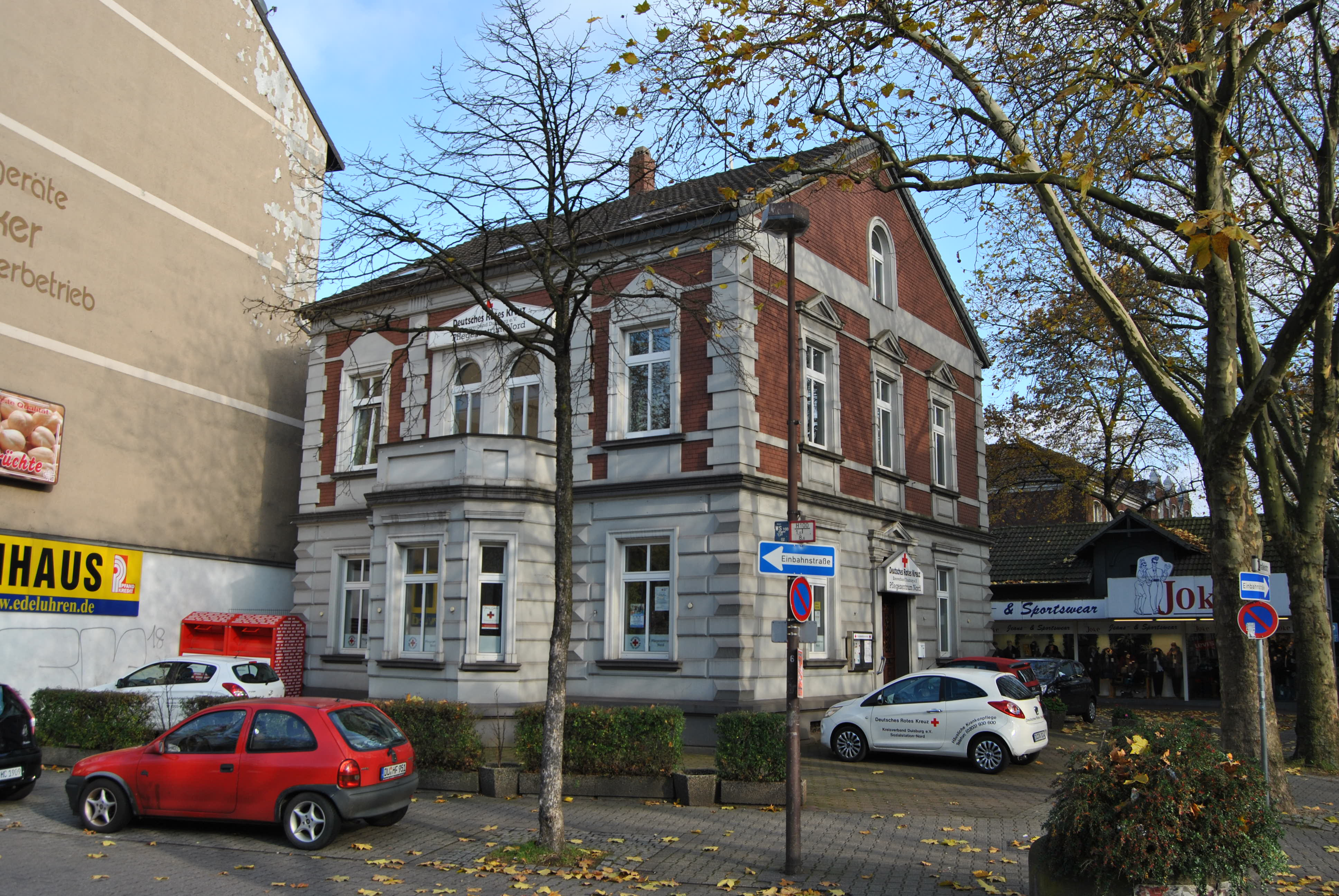
Arztvilla am Hamborner Altmarkt

Der Hamborner Altmarkt ist der zentrale Platz in Duisburg-Alt Hamborn. Er ist heute der größte Wochenmarkt in Duisburg. Das Gebiet um den Altmarkt und das Rathaus mit seinem benachbarten Rathauscenter ist heute das Zentrum des Stadtteils Alt-Hamborn.

## Lage
Der Platz hat eine Größe von 250 m mal 55 m. Er wird im Norden von der Richterstraße und im Süden von der Alleestraße begrenzt.
Der Altmarkt ist nicht nur Marktplatz, sondern an den marktfreien Tagen ein Großraumparkplatz.

## Geschichte
Der Wochenmarkt auf dem heutigen Altmarkt geht auf einen amtlichen Beschluss des Jahres 1898 zurück. Auf dem Platz befindet sich ein grüner Holzpavillon, der heute ein Imbiss ist und den der Mineralwasser-Fabrikant Theodor Küppers Anfang des 20. Jahrhunderts errichten ließ. Der Pavillon ist heute ein Baudenkmal.
Östlich des Platzes befindet sich an der Einmündung der Parallelstraße ein weiteres Baudenkmal: ein 1892–1893 errichtetes zweigeschossiges Arztwohnhaus mit an der Ostseite L-förmig angebautem Wirtschaftstrakt.
Koordinaten: 51° 29′ 24,3″ N, 6° 46′ 23,2″ O